# 泰拉尼奥洛
泰拉尼奥洛（義大利語：Terragnolo），是意大利特伦托自治省的一个市镇。总面积39平方公里，人口760人，人口密度19.5人/平方公里（2009年）。ISTAT代码为022193。

## 友好城市
- 巴西本图贡萨尔维斯 2007年